# Menzies Campbell

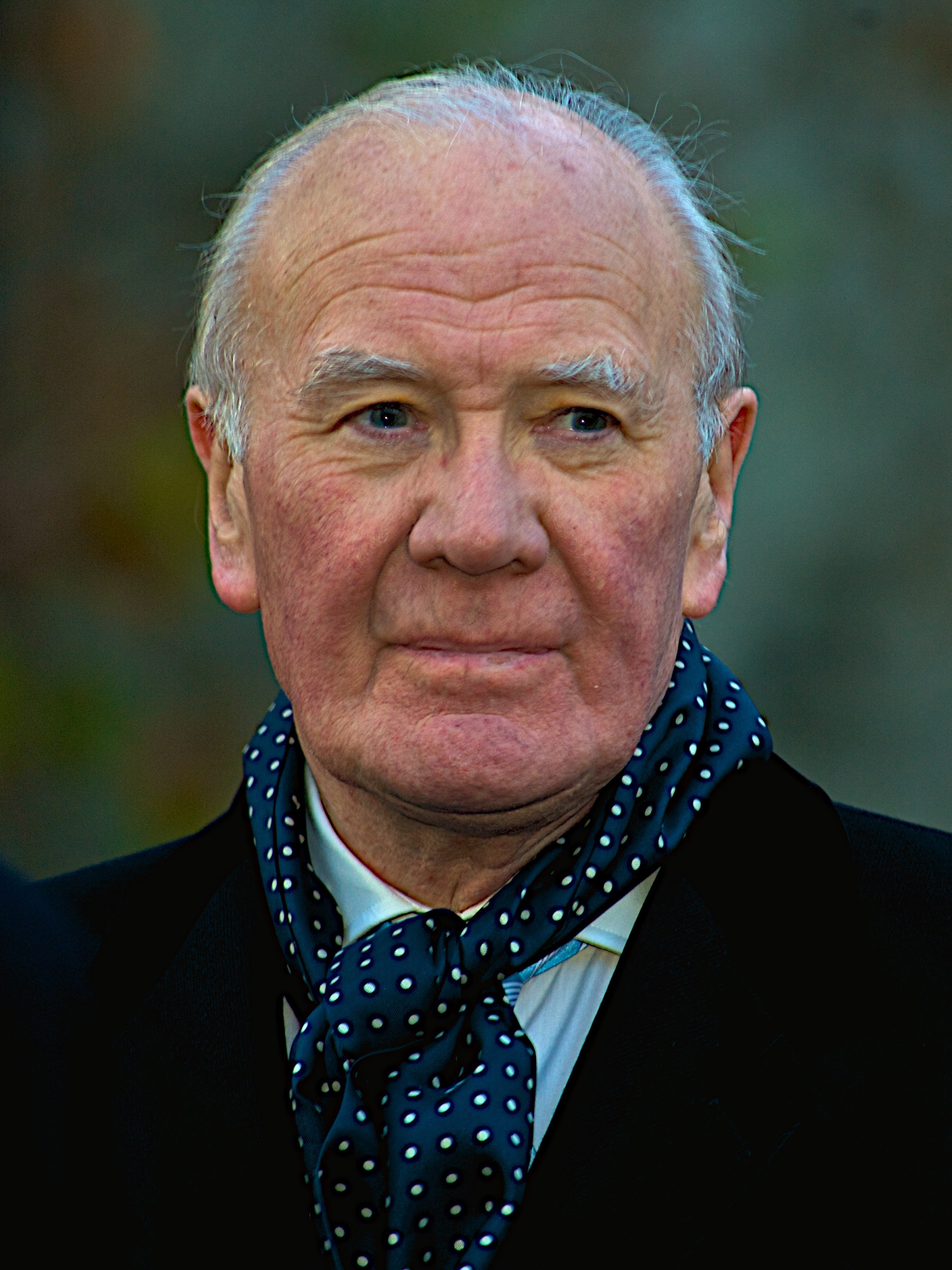
Menzies Campbell (2008)

Walter Menzies Campbell, Baron Campbell of Pittenweem, Kt, CH, CBE, KC (kurz Ming Campbell; * 22. Mai 1941 in Glasgow) ist Kanzler der University of St Andrews und ein schottischer Politiker. Er war von 1987 bis 2015 Abgeordneter im britischen Unterhaus und von März 2006 bis Oktober 2007 Vorsitzender der Liberal Democrats, als Nachfolger von Charles Kennedy. Seit 2015 ist er als Life Peer Mitglied des House of Lords.
Sein zweiter Vorname wird [ˈmɪŋɪs] gesprochen (siehe Menzies).

## Leben
Menzies Campbell studierte Rechtswissenschaften an der Universität Glasgow, wo er Präsident der University Union wurde. Er hat Abschlüsse als LL.B. und MA. Später erhielt er auch ein Stipendium für einen Aufenthalt in Stanford. Campbell nahm 1964 an den Olympischen Spielen in Tokio teil und erreichte mit der britischen 4-mal-400-Meter-Staffel das Finale.
Campbell heiratete im Juni 1970 Elspeth Mary Urquhart, Exgattin des Sir George Grant-Suttie, 8. Baronet, und Tochter des Major-General Roy Urquhart. Das Paar hat keine Kinder, jedoch hat seine Frau ein Kind aus ihrer früheren Ehe.
Im Jahr 2002 erkrankte Campbell an einem Non-Hodgkin-Lymphom, wurde aber nach intensiver Chemotherapie davon geheilt.

## Politische Karriere
1975 wurde er Vorsitzender der Schottischen Liberalen. Nach drei missglückten Versuchen wurde er 1987 ins Unterhaus gewählt.
Am 2. März 2006 wurde er als Nachfolger von Charles Kennedy zum Vorsitzenden der Liberal Democrats gewählt. Gegenkandidaten waren Chris Huhne und Simon Henry Ward Hughes. Seine Positionen sind am ehesten als sozialliberal zu bezeichnen. So fordert er geringere Besteuerung von Arbeit auf Kosten von höheren Umweltsteuern. Campbell und die Liberal Democrats sind die einzige der drei großen britischen Parteien, die den Irakkrieg kategorisch ablehnen.
Menzies Campbell trat am 15. Oktober 2007 als Vorsitzender der Liberal Democrats zurück. Sein Nachfolger wurde Nick Clegg. Zu den Unterhauswahlen 2015 trat Campbell nicht mehr an. In seinem Wahlkreis North East Fife beerbte ihn sein Parteikollege Tim Brett. Dieser konnte sich jedoch nicht gegen den SNP-Kandidaten Stephen Gethins durchsetzen.
Am 13. Oktober 2015 wurde Campbell zum Life Peer mit dem Titel Baron Campbell of Pittenweem, of Pittenweem in the County of Fife, ernannt. Damit wurde er auch Mitglied des House of Lords.
Er ist Mitglied im European Leadership Network.